# ローランド・GR-100
GR-100は、ローランド社が1980年初頭に発表したアナログ方式の床置型ポリフォニックVCFユニット。

## 概要
GR-300ギターシンセサイザーとの共用を想定して開発されたポリフォニックVCFユニット。ボディーは黄色にペイントされたスティール製の「イエローボックス」で、富士弦楽器製造（現・フジゲン）製エレキ・ギター型コントローラーとのコンビネーションで使用する。ギターとの接続はGR-300と同様にボックス型24ピン・コネクターのオリジナル・ケーブルで行う。アナログ・シンセサイザーの構成要素であるVCOは存在せず、専用の6弦独立ピックアップからのオーディオ信号をVCFで加工する。コーラス・エフェクトにより、広がりのある音色が得られる。

## 構造
- システムはソフト・ディストーションユニット（6回路）、VCF（6回路）、コーラス・ユニット（BBD遅延回路）、VCA(2ch)で構成されている。
- VCFにはローランド・オリジナルのOTAオペアンプが3基使用されている。パラメーターはFrequencyとResonanceでギターからコントロールされる。
- Frequencyはフットヴォリューム及び、エンヴェロープ・フォロワー（EF/Envelope Follower ）からもコントロールが可能。
- EFへのルーティンはFILTER MODフットスイッチで決定される。ENVの反転は←INVフットスイッチで行う。
- コーラス・ユニットのオンオフはCHORUSフットスイッチで行う。コーラスのパラメーターはDepthコントロールに当たるSENSノブがある。Vivratoエフェクトはギター側からのみオンオフが可能で、パラメーターはRATEノブ。コーラス・ユニットはローランドのギターアンプ「ジャズコーラス」と近いニュアンスである。

## 弱点
ローランドのVCF一般に言えることだが、音が薄い。またディストーション・ユニットには操作可能なパラメーターがなく掛かり具合を調整できない。そもそも原音にはパワー感が希薄でドライヴ感のあるディストーションサウンドは得られない。

## レストア時の注意点
- まず、逆電圧に弱く破壊して短絡する可能性があるタンタルコンデンサの実装の有無を確認し、電解コンデンサに交換する必要がある。電源部分は2層ある基板の上層部左側にある大型のコンデンサ周辺に展開している。問題の部品はディップ型で、±電源ライン上に2個使用されている。
- 回路には1N60というゲルマニウムタイプのダイオードが多用されており、この国産品が製造中止となっているが、中国製の同等品が入手可能である。ヘッドアンプ周りに使用されているゲルマニウムダイオードの破損によってピックアップの感度が著しく低下する。
- その他に製造中止の部品は、浜松ホトニクス製のフォトカプラ、2SA733/2SC945汎用トランジスタ等がある。フォトカプラはVTL社製のものが唯一入手可能なので、レストアの際には同等品を選択する必要がある。

## ケーブルのピン接続
現行GRシリーズの13ピンタイプとの互換を示す。

### ローランドGR/DIN13pin
- ピン01~06 Signal
- ピン07 Guitar Signal
- ピン08 Synthe Vol
- ピン09 NC
- ピン10 S1 logic signal down
- ピン11 S2 logic signal up
- ピン12 +7V
- ピン13 -7V
- アウターシールド GND

### ローランドGR-300/24pin
- ピン01 +15V
- ピン02 -15V
- ピン03 GND
- ピン04 NC
- ピン05 NC
- ピン06 GND
- ピン07 NC
- ピン08 MasterVolume
- ピン09 Synthe Volume 0~12V CV
- ピン10 Guitar Volume CV
- ピン11 Filter CutOff CV
- ピン12 Filter Res CV
- ピン13 NC
- ピン14 Vibrato CV
- ピン15 Distortion SW
- ピン16 Synthe SW
- ピン17 Hex Fuzz Sound
- ピン18 Guitar Signal
- ピン19~24 Signal